# Витомарці
Витомарці (словен. Vitomarci) — поселення в общині Светий Андраж-в-Словенських Горицях, Подравський регіон‎, Словенія.